# Bălnaca-Groși, Bihor
Bălnaca-Groși este un sat în comuna Șuncuiuș din județul Bihor, Crișana, România.
 Acest articol despre o localitate din județul Bihor este deocamdată un ciot. Puteți ajuta Wikipedia prin completarea lui.